# Genetsko inženirstvo
Genétsko inženírstvo ali génsko inženírstvo, tudi genétska/génska manipulácija, genétska/génska modifikácija ali genétska/génska tehnologíja, je tehnologija, ki omogoča gensko rekombinacijo oziroma umetno sestavlja molekulo DNK iz različnih zaporedij nukleotidov. Gre za uporabo različnih in številnih tehnik izolacije genov in genetskih elementov, njihovo in vitro ali in vivo prekonstruiranje in razvrščanje v nova zaporedja ter njihovo namnoževaje z molekulskim in celičnim kloniranjem. Če se nova hibridna ali rekombinantna DNK vstavi v gostiteljsko celico, lahko celica ustvari beljakovino, ki je sicer ne bi proizvajala.
Organizmi, ki so ustvarjeni s pomočjo tehnik genetskega inženirstva, so gensko spremenjeni organizmi. Prvi gensko spremenjeni organizmi so bile bakterije, ustvarjene leta 1973, gensko spremenjeno miš so ustvarili leta 1974. Leta 1982 so na tržišče uvedli bakterije, ki izdelujejo inzulin, od leta 1994 pa se na tržišču pojavlja gensko spremenjena hrana. Leta 2003 so začeli prodajati prvi gensko spremenjeni organizem, ustvarjen za hišnega ljubljenčka, in sicer ribico Glofish.
Tehnike genetskega inženirstva se uporabljajo na številnih področjih, in sicer v raziskavah, kmetijstvu, industrijski biotehnologiji in medicini.

## Priprava rekombinantne DNK
DNK lahko pripravimo na več načinov: s kemično sintezo, s pomočjo restrikcijskih endonukleaz iz daljšega fragmenta DNK ali z verižno transkripcijo mRNK. Najpogosteje se uporablja rezanje DNK na več fragmentov s pomočjo endonukleaz.